# Marin Držić
Marin Držić (ur. 1508 w Dubrowniku, zm. 1567 w Wenecji) –  poeta i dramatopisarz. Jeden z najbardziej znanych chorwackich pisarzy okresu renesansu, a zarazem najbarwniejsza postać w galerii znakomitych Dubrowniczan. Mieszczanin, bratanek poety Džore Držicia.

## Życiorys
Pochodził ze znanej kupieckiej rodziny mieszczańskiej. Zgodnie z tradycją rodzinną został klerykiem i przejął po stryju pieczę nad kościołem Wszystkich Świętych w Dubrowniku oraz kościołem św. Piotra na wyspie Koločep. Równocześnie brał udział w rodzinnych operacjach handlowych. Kiedy w 1538 rodzina Držicia  popadła w poważne tarapaty finansowe, Držić, mający już wtedy lat trzydzieści, skorzystał z jednorazowej zapomogi rządowej i udał się na studia do Sieny. Został rektorem domu studenckiego "Domus Sapientae", co było automatycznie związane ze stanowiskiem prorektora uniwersytetu, i opracował projekt nowego statutu uniwersyteckiego. W 1542 Držić opuścił Sienę nie ukończywszy studiów, co, jak się przypuszcza, było spowodowane  m.in. powtórnym krachem finansowym rodziny. Od tego czasu większość zachowanych dokumentów dotyczących Držicia to dokumenty świadczące o ciągłych kłopotach finansowych: długi, żądania wierzycieli itp. Wkrótce po powrocie do Dubrownika Držić zaciągnął się do służby austriackiego awanturnika, hrabiego Rogendorfa, w charakterze pokojowca i tłumacza. Najpierw udał się z nim do Wiednia, a później do Konstantynopola. Po niepowodzeniach, jakie spotkały Rogendorfa na dworze sułtańskim, Držić rozstał się z nim, tłumacząc później ten krok wobec władz dubrownickich względami natury patriotycznej. Wtedy też zaczął po raz pierwszy myśleć poważnie o swojej karierze duchownej i bardzo szybko został diakonem (1548/49), następnie księdzem (1550). Dochody z kościoła Wszystkich Świętych, którym nadal zarządzał, ciągle były dla niego niewystarczające. Zaciągał wciąż nowe długi i próbował w miarę możliwości nie płacić starych. W 1562 wyjechał do Wenecji. W 1566 przybył do Florencji, gdzie usiłował zmontować spisek przeciwko rządowi dubrownickiemu.
Ze względu na dziedziczne w rodzinie Držiców beneficja obrał karierę duchowną, ale święcenia kapłańskie przyjął dopiero po 40. roku życia. Wiecznie w długach, imał się najróżnorodniejszych zajęć. Był m.in. tłumaczem, pokojowcem, muzykiem, pisarzem w urzędzie solnym. Gnany ciekawością świata oraz nadzieją na dodatkowe źródła utrzymania przemierzył Włochy, odwiedził Austrię i Turcję. Pod koniec życia usiłował daremnie skłonić Kuźmę Medyceusza, by pomógł mu dokonać przewrotu polityczno-społecznego w Dubrowniku. Poezję liryczną uprawiał marginesowo. Sławę literacką zawdzięcza Držić przede wszystkim utworom dramatycznym: komediom, sielankom dramatycznym, które zajmują trwałe miejsce w dziejach teatru europejskiego.

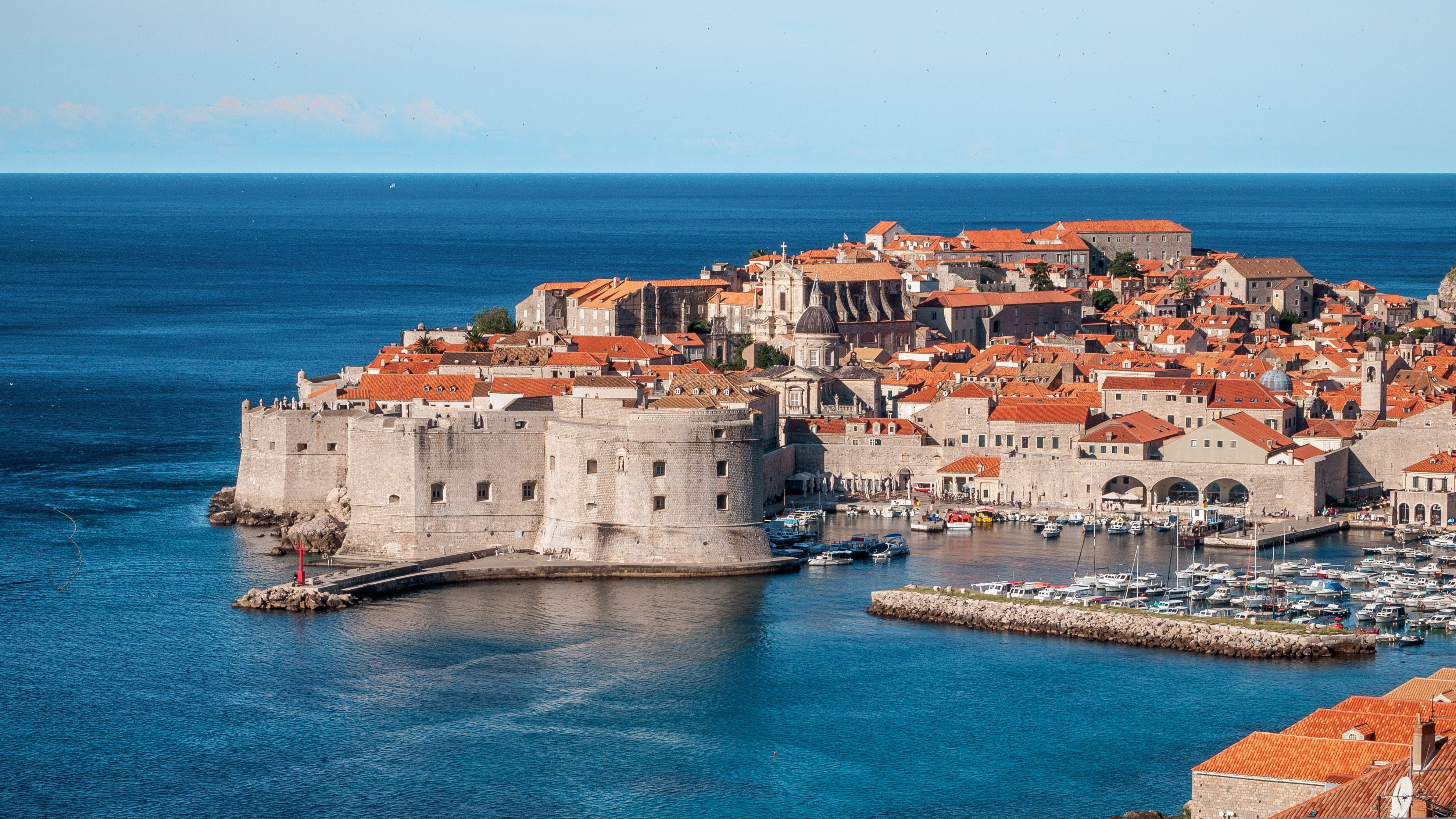
Dubrovnik-Sea

## Dzieła
Do jego najbardziej znanych utworów należą komedie: Dundo Maroje (wystawiana również w Polsce), Skup(Skąpiec) oraz Plakir i vila (Plakir i rusałka) uważana za prekursorską w stosunku do Szekspirowskiego Snu nocy letniej. Twórca sielanek (Tirena, Grižula, Džuho Kerpeta), farsy Novela od Stanca, komedii (Pomet, Dundo Maroje, Tripče de Utolče,  Pjerin Arkulin), tragedii Hekuba.
Twórczość Držicia obejmuje wiele dziedzin: poezję liryczną, pastorałkę, listy polityczne i broszury oraz komedię. Podczas gdy jego pastorałki (Tirena, Venus and Adon i Plakir) są nadal wysoko oceniane jako mistrzowskie przykłady tego gatunku. Jego komedie należą do najlepszych w europejskiej literaturze renesansu. Podobnie jak w przypadku innych wielkich pisarzy komediowych, takich jak Lope de Vega, Ben Jonson czy Molière, komedie Držicia są pełne bujnego życia i witalności, celebrują miłość, wolność i szczerość oraz szyderczą chciwość, egoizm i drobnych tyranów - zarówno w rodzinie, jak i  w państwie.
Literatura dubrownicka pozostawiła obraz miasta jako oazy szczęśliwości, gdzie odmienia się nieustannie przez wszystkie przypadki słowo libertas; napięcia zaś i konflikty wewnętrzne wolała pomijać wstydliwym milczeniem

### Wiersze
Większość wierszy  wydanych przez Držicia w książce Pjesni Marina Držcia ujedno stavljene s mnozim druzim lijepim stvarmi(1551), pol. Wiersze Marina Držicia wraz z wielu innymi pięknymi rzeczami). Są to wiersze miłosne, powstałe prawdopodobnie przed pobytem we Włoszech i całkowicie niemal pozostające w kręgu tradycji starszej liryki dubrownickiej.

### Komedia
Utwory komediowe stanowią przykład typowy erudycyjnych komedii renesansowych. Ich największą zaletą jest mocne osadzenie w realiach życia dubrownickiego. Niezależnie od tego, gdzie toczy się akcja poszczególnych utworów, postacie są autentycznie dubrownickie. Wszystkie konwencjonalne  typy komediowe – skąpi starcy, sprytne służące, kurtyzany, naiwne dziewczęta, zdradzani mężowie i niewierne żony – zostały urealnione i zindywidualizowane. Indywidualizacja obejmuje również warstwę językową, wszystkie postacie posługują się językiem potocznym, ale każda z nich, zależnie od regionu i kręgu społecznego, ma swój własny, specyficzny sposób wypowiedzi, służący często osiąganiu dodatkowych efektów komicznych. Akcja komedii jest wartka i pełna niespodzianek. Utwory stanowią pochwałę uroków życia, miłości, zaradności i sprytu. Ich podstawowym założeniem było pragnienie zabawienia publiczności, bez żadnych moralizatorskich tendencji. Humor Drżicia jest na ogół pozbawiony goryczy i satyrycznego jadu, choć w niektórych fragmentach jego utworów, przede wszystkim w prologu  do komedii Dundo Maroje, w niektórych  kwestiach wypowiadanych przez służących, w samej interpretacji postaci ze świata ludowego, które nie tylko służą rozśmieszaniu publiczności, lecz mają również pewne cechy głęboko ludzkie i godne szacunku, zawarte są elementy krytycznego stosunku do rzeczywistości społecznej, którego pozbawiona była na ogół ówczesna komedia włoska. 

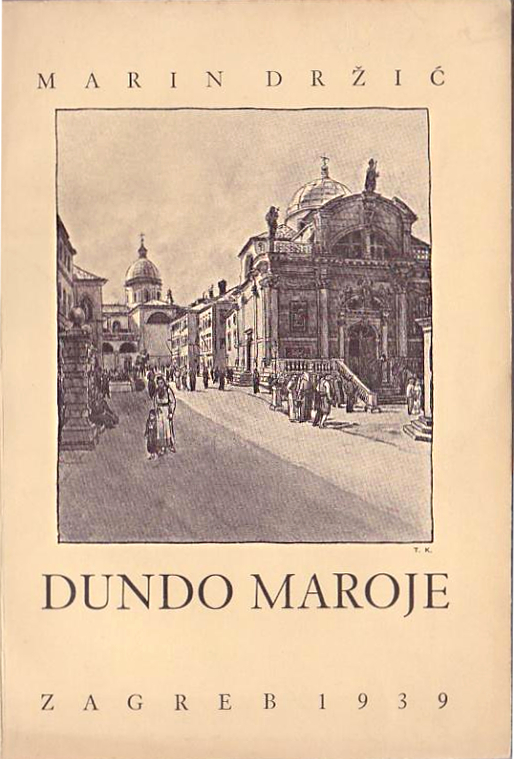
Dundo Maroje Zagreb 1008

#### Dundo Maroje (1551)
Utwór opowiada o perypetiach ojca poszukującego w Rzymie lekkomyślnego syna. Komedia jest uważana za podstawowy element chorwackiego teatru i jedno z największych dzieł literackich w języku chorwackim. Mówi się, że został wykonany po raz pierwszy w 1551 roku w sali głównej Wielkiej Rady Republiki Raguzy.  Akcja tocząca się w Rzymie z postaciami z Dubrownika składa się z dwóch prologów i pięciu aktów, z których nie zachowało się zakończenie. Na język polski komedię  przełożyli J. Brzechwa i Z. Stoberski; wystawiły ją teatry w Nowej Hucie, Poznaniu i Warszawie.
" Odwróciłem plac, na którym siedzieliście, i stał się sceną, i wyście się na niej znaleleźli "

### Dramat
Z dramatów pasterskich Držicia zachowały się jeszcze Plakir  i vila (Plakir i rusałka) oraz Žuho Krpeta, wystawiony między 1553 a 1556, z którego ocalały tylko niewielkie fragmenty. Te dwa ostatnie utwory, w odróżnieniu od wierszowanych Tinery i Venery pisane były prozą z wierszowanymi wstawkami (Plakir). Oprócz Noveli od Stanca napisał jeszcze jeden utwór typu farsowego, małą scenkę Dživko Oblizalo i Savo Vragolov (Jaś Oblizucha i Savo Czartołap).

#### Tirena (1549)
Są to jedyne utwory Drzicia opublikowane drukiem za życia autora. Reszta pozostała w rękopisie i doczekała się pierwszego wydania dopiero w 1875. 
Tirena, napisana gładkim wierszem, skomponowana nader starannie i wdzięcznie, pełna uczuć subtelnych i wytwornych nie zajęłaby wszelako tak poczesnego miejsca w dziejach dramatu chorwackiego, gdyby Drżić obok fantastyczno-idyllicznego wątku nie wprowadził na scenę, w rolach postaci komicznych, chłopów z okolic Dubrownika. Stają się oni ofiarami igraszek Kupidyna na równi ze "szlachetnymi" pasterzami, co powoduje mnóstwo komplikacji, a całemu utworowi dodaje świeżości i autentycznego humoru. Tę metodę łączenia wątku idyllicznego z komediowym zastosował Drżić we wszystkich swoich pastersko-mitologicznych dramatach.

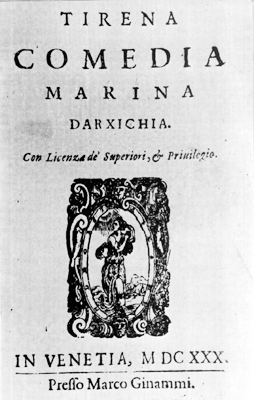
Tirena, Marin Drzic, Venice 1630

„ Jak miło na wzgórza zielone iść, Boże,
Gdy dzień się wynurza i pierwsze lśnią zorze,
Gdy trawka wyrośnie wśród pól rozmaita
I kwiat w niej o wiośnie przeróżny zakwita,
Gdy rzewne piosenki słowiki śpiewają,
By rzec - do Jutrzenki moc różnych spraw mają,
Z pagórków dokoła dobiega woń róży
I długi szlak zgoła wędrowca nie nuży.
Na polu igrają wietrzyki-wesołki
I tkliwie muskają traw chwiejnych wierzchołki.
Dokoła listowie i wód głębie rośne,
Nad nimi ptaszkowie igrają miłośnie.
Co lubych kwiateczków! Ich zapach uroczy
Wnet słodycz w serdeczku i w duszy roztoczy.
Wśród łąk, przy potoku jak miło byłoby
Dni spędzać u boku kochanej osoby.”
Przeł.  Jerzy Litwiniuk

#### Pripovijes kako se  Venere  bozica uzeze u ljubav lijepoga Adona
W utworze Pripovijes kako se Venere...świat postaci komicznych egzystuje co prawda niemal niezależnie od świata sentymentalnego i ma raczej typowy dla intermediów, farsowy charakter.

#### Plakir i Vila
W dramacie Plakir i vila akcja  obu wątków jest ściśle ze sobą związana, fantazja i rzeczywistość  łączą się w jedną, pełną wdzięku i dowcipu całość. Trzeba zaznaczyć, iż Plakir wyprzedza Szekspirowski Sen nocy letniej. Ze względu na to, że pisany był prozą ceniono go w swoim czasie mniej od Tireny, obecnie jednak uważa się go za najbardziej interesujący dramat pasterski Držicia.

### Listy
Odkrycie listów (1938) stanowiło wielką sensację w świecie naukowym, gdyż nagle przedstawiły one lekkomyślnego, wesołego, o nieco awanturniczym usposobieniu księdza w zupełnie odmiennym świetle – jako spiskowca  i rewolucjonistę. Zarówno zawarte w utworach Držicia akcenty krytyki społecznej, jak i wspomniana działalność, ujawniają nastroje istniejące w ówczesnym społeczeństwie, o których literatura dubrownicka na ogół milczy. Dotychczas najpełniejszą (nie obejmującą jedynie farsy Dżivko Oblizalo...) i najstaranniej opracowaną edycją dzieł Drżicia jest wydanie Milana Rešetara Djela Marina Drzića (1930).

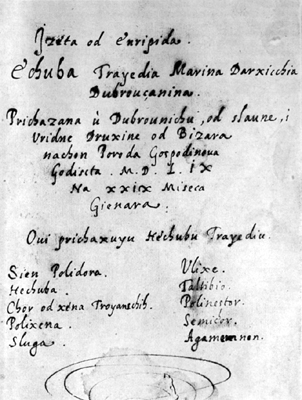
Rękopis tragedii Hekuba

### Inne dzieła
- Pomet(1548)
- Hekuba(1559)
- Novela od Stanca(1550)
- Džuho Kerpetaródła
- Skup   (1554) – oparta na Plautowskim  wątku skąpanego starca
- Tripče de Utolče
- Arkulin
- Pjerin

## Polityka
Jak twierdzi Genealogia Držiciów, ulubieniec patrycjuszy  – odnajduje się we Florencji, gdzie wystosowuje jeden po drugim listy do Cosmy Medyceusza i jego syna Franciszka, w których przedstawia plan spisku zmierzającego do obalenia w Dubrowniku rządów " dwudziestu szalonych potworów", jak określa Senat dubrownicki. Patronat nad spiskiem miałby przejąć Cosma, który powinien się też wystarać o obłożenie miasta klątwą (prawdziwą bądź fałszywą), przeprowadzenie zaś zamachu stanu bierze na siebie sam Držić, licząc na poparcie całego społeczeństwa. Prosi jedynie Cosmę o kilkudziesięciu ludzi, którzy by pojedynczo i w tajemnicy przybywali do Dubrownika udając, że chcą kupić konie lub podając się za poszukujących pracy rzemieślników. Zdaje się, że pomysłów takich ma więcej i nie wątpi w powodzenie całej akcji oraz powstanie Republiki, w której pod zwierzchnictwem Cosmy rządy podzielone zostałyby sprawiedliwie między szlachtę i mieszczan. Nie zapomina też poeta upomnieć się w listach o pieniądze, których jednak nie otrzyma nigdy, gdyż Cosma, jeden z najtrzeźwiejszych polityków swej epoki, na listy Držicia po prostu nie odpowiada. Odnalezione dopiero w XX w. w archiwach florenckich - wywołują prawdziwą burzę. Dla współczesnych jednak pozostały tajemnicą. O Drziciu-polityku pisano jako o zdrajcy ojczyzny, niepoważnym awanturniku bądź też jako fantaście czy rewolucjoniście. Był też tym wszystkim po trochu, a współczesne kategorie niezbyt są przydatne do oceny jego postaci. Jakkolwiek plany Drzicia były dziecinne i teatralne, jakkolwiek często nieuzasadnione były zarzuty, które postawił ludziom rządzącym miastem i jakkolwiek żałosna była sytuacja, w jakiej się znalazł przed śmiercią, to jednak również Drzić-spiskowiec  pozostanie postacią budzącą nie litość, lecz szacunek – za autentyzm swej nienawiści i za odwagę; za to, że swym szalonym i śmiesznym gestem ocalił od zapomnienia tych wszystkich, dla których Dubrownik nie był Arkadią, Starej Indii podobną.

## Dziedzictwo
Od czasu odzyskania niepodległości przez Chorwację w 1991 roku, przyznawana jest przez  Ministerstwo Kultury Chorwacji  nagroda  im. Marina Držicia. Jej celem jest stymulowanie pracy dramatycznej i teatralnej.  Uroczystość wręczenia nagród odbywa się tradycyjnie w Splicie w dniu otwarcia Dni Marulića. Nagroda obejmuje honorarium oraz rzeźbę z brązu wykonaną przez Damira Matušića.  
Chorwacki parlament ogłosił również rok 2008 Rokiem Marina Držicia, gdyż przypada 500. rocznica jego urodzin. 
Jego imieniem nazwano aleję w Zagrzebiu. Na ulicy Draškovićeva (centrum Zagrzebia) znajduje się scena sceniczna nazwana imieniem Marina Vidra.  Pseudonimy podawane są z różnych powodów. W języku chorwackim słowo vidra może również odnosić się do osoby, która jest perfidna i zaradna.